# Earle Page
Sir Earle Christmas Grafton Page (8 de agosto de 1880 - 20 de diciembre de 1961) fue un político australiano, que se desempeñó como Primer Ministro de Australia, manteniendo el cargo durante 19 días luego del fallecimiento de Joseph Lyons. Fue luego el líder del Partido Nacional Australiano entre 1921 a 1939, y una de sus principales figuras durante aquellos primeros años.
Page nació en Grafton, Nueva Gales del Sur. Entró a la Universidad de Sídney a la edad de 15, y obtuvo un grado en Medicina a la edad de 21. Fue ministro de Salud de Robert Menzies.

## Fallecimiento
Murió de cáncer de pulmón que le había sido diagnosticado antes de las elecciones federales de 1961.